# The Blair Witch Project
The Blair Witch Project is een Amerikaanse mystery- en horrorfilm uit 1999 van Daniel Myrick, geproduceerd door Haxan Films en gedistribueerd door Artisan Entertainment. De film kan ook worden beschreven als een mockumentary, een in scène gezette documentaire.
The Blair Witch Project had in totaal een budget van 22.000 dollar, maar bracht bijna 250 miljoen dollar op. Het is daarmee een van de succesvolste low-budget films ooit. Wat bijdroeg aan het succes is dat voordat de film werd uitgebracht, verhalen over de Blair Witch over usenet werden verspreid wat het realiteitsgehalte van de film deed stijgen.

## Verhaal
Heather, Mike en Josh, drie studenten van de filmacademie, trekken in Maryland het bos in om de documentaire te maken over de Blair Witch in het plaatsje Burkittsville.
Eerst gaan ze in het dorp naar de legende van de heks van Blair (oude naam voor Burkittsville) informeren bij inwoners. De inwoners vertellen het verhaal van een man die in het bos leefde in 1940, die blijkbaar door de Blair Witch behekst is. De Blair Witch wil wraak nemen op de inwoners van Burkittsville, die haar uit het dorp hebben verjaagd vanwege hekserij. De Blair Witch vermoordde kinderen met behulp van manipulatie van andere mensen, in dit geval, de man die in het bos leefde. De man moest 7 kinderen vermoorden, pas dan zou de heks hem met rust laten. Dit deed hij, in zijn huis in het bos. Daarna trekt het drietal het bos in om daadwerkelijk naar de heks op zoek te gaan. Na een tijd verdwalen ze en lijken langzaam gek te worden.
Tijdens het hopeloos ronddwalen in het bos komen ze allerlei vreemde dingen tegen, zoals een plek waar allerlei houten, aan elkaar vastgebonden, voodoopoppen in de bomen hangen. De nachten die ze daar moeten doorbrengen lijken hun eind te betekenen. Op een nacht houden ze om de beurt de wacht, en op een gegeven moment wordt Heather wakker omdat ze vreemde geluiden hoort. Dan merkt ze dat Josh weg is, terwijl hij de wacht moest houden. Heather en Mike horen Josh naar hen roepen en huilen, maar vinden hem niet terug. De volgende dag vindt Heather een paar takkenbossen voor de tent met daartussen een pakje, gemaakt van een stuk van het overhemd van Josh. Ze maakt het pakje open en vindt een tand en de tong van Josh.
De film eindigt wanneer ze midden in het bos een huis vinden, waar de door de Blair Witch behekste man in 1940 woonde. Hij vermoordde de kinderen in de kelder. Hij nam ze per twee mee naar boven en plaatste er een met het gezicht naar de muur toe omdat hij de blik van de kinderen, terwijl hij ze ombracht, niet kon verdragen. Heather en Mike gaan het huis binnen op zoek naar Josh, omdat ze tijdens hun zoektocht Josh binnen horen schreeuwen. Heather raakt in paniek omdat ze weet dat Josh niet kan schreeuwen zonder zijn tong.
Op de muur zijn allemaal bloederige afdrukken van kinderhandjes te zien. Eenmaal binnen verliezen ze elkaar tijdens de zoektocht uit het oog. Op een gegeven moment gaat Mike met de videocamera neer terwijl hij in de richting van het voortdurend hoorbare geschreeuw rent. De film eindigt wanneer Heather, die de 16-mm-camera bedient, een glimp opvangt van Mike die met zijn gezicht naar de muur staat. Haar camera valt vervolgens ook neer, waardoor je niet ziet wat er verder gebeurt. Dit stukje werd gefilmd met de 16-mm-camera, waar zelf geen geluid bij zit. Het geluid dat je hoort komt van de videocamera die al eerder op de grond lag.
Er werd bijverteld dat de band in het bos was teruggevonden en dat dit het enige was wat er was teruggevonden van het groepje studenten, een jaar na hun verdwijning.

## Rolverdeling
| Acteur              | Personage                            |
| ------------------- | ------------------------------------ |
| Heather Donahue     | Heather Donahue                      |
| Joshua Leonard      | Joshua 'Josh' Leonard                |
| Michael C. Williams | Michael 'Mike' Williams              |
| Bob Griffith        | Kleine visser die geïnterviewd wordt |
| Jim King            | Geïnterviewde man                    |
| Sandra Sánchez      | Serveerster                          |
| Ed Swanson          | Visser met een bril                  |
| Patricia DeCou      | Mary Brown                           |
| Mark Mason          | Man met gele hoed                    |
| Jackie Hallex       | Geïnterviewde met kind               |